# Calendario de Coligny

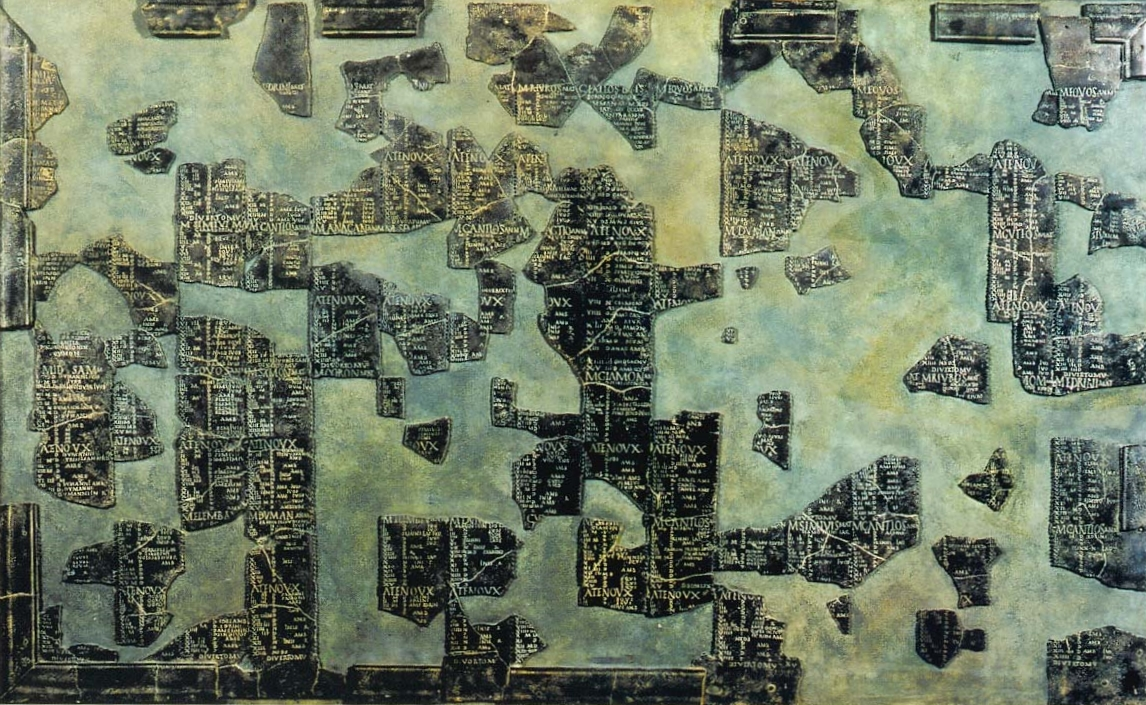
Vista de la placa reensamblada.

El calendario de Coligny galo se encontró en Coligny, Ain, Francia (46°23′N 5°21′E / 46.383, 5.350), cerca de Lyon, en 1897, junto con la cabeza de una estatua de bronce de una figura masculina juvenil. Es un calendario lunisolar.
Fue grabado en una placa de bronce, preservado en 73 fragmentos que originalmente eran de 1.48 m de ancho y 0.9 m de alto, siendo probable que su origen date del final del siglo II. Está escrito en inscripciones capitales latinas y  en idioma galo. La placa restaurada contiene dieciséis columnas verticales, con 62 meses distribuidos sobre cinco años.
El arqueólogo francés J. Monard especuló que éste fue grabado por druidas que deseaban conservar su tradición de mantener el tiempo en el período en el cual el calendario juliano fue impuesto a lo largo del Imperio romano. Sin embargo, la forma general del calendario hace pensar en los calendarios públicos (o parapegmata) encontrados en distintas partes del mundo griego y romano.
Un calendario similar se encuentra cerca de Villards d'Heriad (46°25′N 5°44′E / 46.417, 5.733), del cual sólo se conservan ocho fragmentos pequeños. Actualmente está preservado en el Musée d'Archéologie du Jura en Lons-le-Saunier.

## Sistema
El calendario céltico continental fue reconstruido de los calendarios de Coligny y d'Heria de Villards y tiene las siguientes propiedades:
- era un calendario lunisolar, intentando sincronizar el año solar y el mes lunar.
- los meses eran lunares. Los investigadores discrepan acerca de si el inicio del mes era la luna nueva o la luna llena.
- el año lunar común constaba de 354 o 355 días.
- el año calendario empezaba con Samonios, que normalmente se asume que corresponde al antiguo Samain irlandés, dando el otoño como comienzo del año. Sin embargo, como Samon en galo significa  verano,[1] el inicio del calendario es discutible. Le Contel y Verdier (1997) argumentan que el inicio del año es el solsticio de verano, mientras que Monard (1999) afirma que el inicio es el equinoccio de otoño.

- la entrada TRINVX[tion] SAMO[nii] SINDIV ("hoy tres-noches de Samonios") el 17 de Samonios sugiere que la fiesta de Samhain fue considerada al menos durante tres noches.
- el año solar se aproximaba por la inserción de un decimotercer mes intercaladamente cada dos años y medio (diferente al calendario islámico, donde el año calendario sigue cambiando en relación con el año solar). Los meses adicionales se intercalaban antes de Samonios en el primer año, y entre Cutios y Giamonios en el tercer año. El nombre del primer mes intercalar no es conocido con certeza, el texto es fragmentario y solo se conoce Mid; el segundo mes intercalar es Ciallos bis Sonnocingos.[1]
- los meses estaban divididos en dos mitades; el principio de la segunda mitad se denominaba con el término Atenoux. La unidad básica del calendario céltico era de esta forma la quincena o medio mes, como también lo sugieren algunos fragmentos del folclore céltico. La primera mitad siempre estaba constituida por 15 días, y la segunda variaba de 14 a 15 días en meses alternados (similar al calendario hindú).
- los meses de 30 días se denominaban Matos, afortunados, mientras que los de 29 días eran denominados Anmatos, desafortunados.
- un simple ciclo de cinco años parecería ser insuficientemente exacto; la sucesión de meses intercalares se completa cada treinta años, después de cinco ciclos de 62 lunaciones con dos meses intercalares cada uno, y un ciclo de 61 lunaciones, con un solo mes intercalar, o después de un total de 11 meses intercalares. Esto asume que hay exactamente 371 lunaciones en 30 años, lo que es exacto para un día cada 20 o 21 años en promedio (esto es menos exacto que el calendario juliano, el cual cambia un día en aproximadamente 130 años, pero que ignora los meses lunares). Puede asumirse que un "ciclo de 30 años" no era prescriptivo, y que un mes extra podría haber sido omitido por necesidad (es decir, alrededor de unos 300 años después del inicio del calendario).

La interpretación de atenoux como "noche retornada" es improbable y "renovando" parecería ser más probable; así el mes empezaría con la luna nueva, por lo que atenoux indicaría la renovación, la luna llena.

## Meses

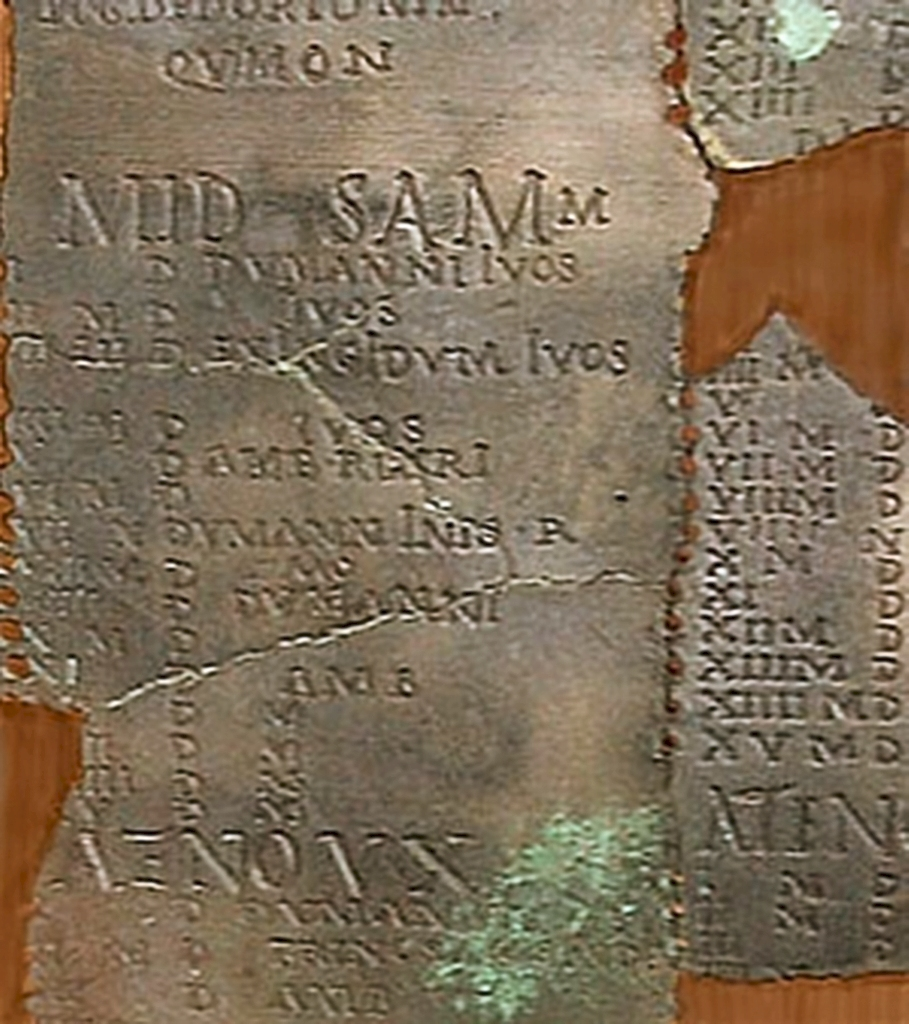
Detalle de Mid Samonios.